# Tenampulco
Tenampulco är ett samhälle i nordöstra delen av delstaten Puebla i Mexiko, och administrativ huvudort i kommunen med samma namn. Tenampulco hade 1 109 invånare vid en folkräkning år 2010.